# Gujiće
Gujiće (Servisch cyrillisch Гујиће) is een plaats in de Servische gemeente Tutin. De plaats telt 133 inwoners (2002).